# Acte 3 de la Coupe Louis Vuitton 2007
L'Acte 3 de la Coupe Louis Vuitton 2007 est une compétition de la Coupe de l'America 2007. Elle a eu lieu du 14 octobre au 17 octobre 2004 à Valence.

## Participants
| Syndicat                  | Pays             |
| Alinghi                   | Suisse           |
| BMW Oracle Racing         | États-Unis       |
| Team Shosholoza           | Afrique du Sud   |
| Emirates Team New Zealand | Nouvelle-Zélande |
| K-Challenge               | France           |
| Le Défi                   | France           |
| +39 Challenge             | Italie           |
| Luna Rossa Challenge      | Italie           |

## Programme
| Date            | Événement        | Résultat |
| 14 octobre 2004 | Régate en flotte | 1er Emirates Team New Zealand 2e Le Défi 3e Luna Rossa Challenge 4e Alinghi 5e BMW Oracle Racing 6e +39 Challenge 7e Team Shosholoza 8e K-Challenge |
| 14 octobre 2004 | Régate en flotte | 1er Alinghi 2e Emirates Team New Zealand 3e K-Challenge 4e Luna Rossa Challenge 5e Team Shosholoza 6e BMW Oracle Racing 7e Le Défi 8e +39 Challenge |
| 15 octobre 2004 | Régate en flotte | 1er Emirates Team New Zealand 2e BMW Oracle Racing 3e Alinghi 4e K-Challenge 5e Team Shosholoza 6e +39 Challenge 7e Luna Rossa Challenge 8e Le Défi |
| 15 octobre 2004 | Régate en flotte | 1er Alinghi 2e Luna Rossa Challenge 3e BMW Oracle Racing 4e K-Challenge 5e Le Défi 6e Emirates Team New Zealand 7e Team Shosholoza 8e +39 Challenge |
| 16 octobre 2004 | Régate en flotte | Régate reportée |
| 16 octobre 2004 | Régate en flotte | Régate annulée |
| 17 octobre 2004 | Régate en flotte | 1er BMW Oracle Racing 2e K-Challenge 3e Alinghi 4e Luna Rossa Challenge 5e Emirates Team New Zealand 6e +39 Challenge 7e Le Défi 8e Team Shosholoza |
| 17 octobre 2004 | Régate en flotte | 1er Emirates Team New Zealand 2e Alinghi 3e BMW Oracle Racing 4e Luna Rossa Challenge 5e K-Challenge 6e +39 Challenge 7e Team Shosholoza 8e Le Défi |

## Classement final
| Rang | Syndicat                  | Points |
| 1er  | Alinghi                   | 40     |
| 2e   | Emirates Team New Zealand | 38     |
| 3e   | Luna Rossa Challenge      | 34     |
| 4e   | BMW Oracle Racing         | 30     |
| 5e   | K-Challenge               | 28     |
| 6e   | Le Défi                   | 17     |
| 7e   | Team Shosholoza           | 15     |
| 8e   | +39 Challenge             | 13     |